# Club Alpha 60
Der Club Alpha 60 ist ein 1966 gegründetes selbstverwaltetes soziokulturelles Zentrum in Schwäbisch Hall. Er wird seit seiner Gründung ununterbrochen durch seine im Verein Club Alpha 60 e. V. organisierten Besucher verwaltet. Damit gilt er als eine der ältesten Einrichtungen dieser Art und als ältestes soziokulturelles Zentrum Baden-Württembergs.
Heute betreibt der Club ein Vereinsheim mit Veranstaltungssaal, Tagungsraum, Atelierräumen und verpachteter Kneipe, ein kommunales Kino und besitzt ein denkmalgeschütztes Haus mit Büro, Tagungsraum und Archiv. Er veröffentlichte bis Dezember 2010 eine monatliche Regionalzeitung.

## Name und Struktur
Der club alpha 60 ist als Alpha 60 beim Vereinsregister eingetragen, der Name geht auf den Film Lemmy Caution gegen Alpha 60 von Jean-Luc Godard zurück.
Die Vereinsangelegenheiten regelt der Vorstand, in dem alle Arbeitskreise repräsentiert sind. Der geschäftsführende Vorstand besteht gemäß der Vereinssatzung aus einem oder einer club-Sprecher*in und zwei stellvertretende Sprecher*innen. Alle Aufgaben werden ehrenamtlich erledigt. Der Verein hat etwa 450 Mitglieder. Vereinsziele sind unter anderem die Demokratisierung der Gesellschaft und die Förderung des kulturellen Lebens in Schwäbisch Hall.
In der Lokalpresse und in den (lokal-)politischen Auseinandersetzungen wird oft die Bezeichnung Jugendclub alpha 60 verwendet. Der Verein selbst bezeichnet sich als Soziokulturelles Zentrum club alpha 60 e. V. In der Vereinskommunikation wird überwiegend die Schreibweise club alpha 60 e. V. angewandt. In der Umgangssprache ist meist vom club alpha oder nur vom club die Rede.
Seit 2013 charakterisiert sich der club alpha 60 e. V. als selbstverwaltet, unkommerziell, kapitalismuskritisch und unbequem. Gegenwärtig (2018) besteht der club alpha 60 e. V. als gemeinnütziger Verein und anerkannter Träger der offenen Jugendhilfe, mit den Arbeitskreisen AK Kino im Schafstall, AK Programm, AK Video, AK Politik, AK Technik und AK Bar. Die Arbeit des AK alpha press ruht.

## Gründungsjahre und Politisierung
Gegründet wurde der club am 16. Juli 1966 als Geselligkeitsverein. Vorbild waren die Heidelberger Studentenclubs und die Burg-Waldeck-Festivals. Der Medizinstudent Walter Müller galt als „Clubboss“, der mit Freunden und Interessierten das von der Stadt angemietete Vereinslokal im sogenannten Anlagencafé betrieb. Das Lokal war im 1828 für die Haller Schützencompagnie erbauten biedermeierlichen Schützenhaus, ab 1936 war es für den Kurbetrieb als Konditoreicafé verpachtet und betrieben worden.
Dort findet am 21. Mai 1967 mit dem Folkduo Shirley Hart & Colin Wilkie das erste Konzert des club alpha 60 e. V. statt. Es folgt am 1. Juni 1967 mit Viva Zapata die erste Filmvorführung und am 15. Juni 1967 die erste politische Veranstaltung zum Thema Notstandsgesetzgebung.
Im März 1968 kommt es zu einem Konflikt nach einer auch von den lokalen Jusos mitorganisierten Woche der Demokratie und Demonstration gegen den Vietnamkrieg. Unter anderem Rudi Dutschke war als prominenter Referent beteiligt. Der lokale AWO-Vorsitzende Alfons Schorpp (SPD) sammelte danach über 700 Unterschriften mit dem Motto: Das Anlagencafe diene lieber einem sozialen als einem radikalen Zweck und beantragt, das Anlagencafé in eine Altentagesstätte umzuwandeln. Der Oberbürgermeister Theodor Hartmann (CDU) unterstützt nun die gute Sache des Clubs und vertagt den Antrag der SPD, die in der Folge erhebliche interne Konflikte durchzustehen hat. Im Oktober 1971 geht auch formell die Bewirtschaftung des Vereinsheimes auf den Verein über. Im Dezember 1971 wird der Verein vom Finanzamt als gemeinnützige Einrichtung anerkannt.

## Entwicklung und Etablierung
Während bis 1972 bei den politischen Veranstaltungen und Publikationen die internationalen Themen im Vordergrund standen, rückte bald danach die Lokalpolitik in den Mittelpunkt des Interesses. Im Anlagencafé wird ein Kulturprogramm angeboten. Im Mai 1974 kauft der club alpha 60 e. V. zudem das Haus Pfarrgasse 3 in Hall. Das zentral gelegene, denkmalgeschützte Gebäude wurde erstmals im Jahre 1424 urkundlich erwähnt. Hier ziehen die AKs des Vereins, die Redaktion des alpha press und die Druckerei des Vereins ein.
Gehäufte Rockerüberfälle im Sommer 1973 und 1974, mit massivem Sachschaden und Massenschlägereien im Vereinsheim Anlagencafé, bringen den Verein in Existenznöte. Das Publikum bleibt aus Angst vor Übergriffen aus, ebenso wird der Ende 1970 eingerichtete Kinderladenbetrieb 1973 wieder eingestellt. Es kommt zu einer Krise beim Vorstand.
Am 9. Februar 1974 sendet die ARD die 90-minütige Fernsehsendung „Diskuss 7 – Sieben Jahre Club Alpha 60“, eine Dokumentation über den club alpha 60. Darin enthalten ein Mitschnitt einer vom Verein organisierten Veranstaltung mit den Kandidaten zur bevorstehenden Oberbürgermeisterwahl, Floh de Cologne und dem Jusos-Bundesvorsitzenden Wolfgang Roth.
Im Januar 1978 will das Innenministerium von Baden-Württemberg die Förderungswürdigkeit, wegen Verfassungsfeindlichkeit, aberkennen lassen. Zudem wird der Club Alpha nach Berliner Extra-Dienst und Frankfurter Rundschau in einer Liste linksextremistischer und linksextremistisch beeinflusster Organisationen des Bundesinnenministerium erwähnt. Der Club wurde aber von den regionalen Behörden nicht als verfassungsfeindlich angesehen und blieb auch 1978 förderungswürdig.
Im Januar 1981 muss das Vereinsheim im Zuge der anstehenden Landesgartenschau 1982 aus dem Anlagencafé ausziehen. Als Übergangslösung wurden Räumlichkeiten in der Innenstadt (Am Spitalbach) vorgeschlagen und angenommen. Die Übergangszeit wurde mit vier Jahren veranschlagt. Der Club verkam zwischenzeitlich zum reinen Discobetrieb, das Interesse ging auch wegen der unpassenden Räumlichkeiten deutlich zurück.
Seit 1985 ist das aktuelle Club-Heim der Löwenkeller in der Stuttgarter Straße, was das Interesse am Club wieder belebte. Auch dieses Gebäude, eine ehemalige Brauereigaststätte mit angebauter Kegelbahn, galt als Übergangslösung.
Am 4. Juni 2014 beschließt der Schwäbisch Haller Gemeinderat, dem club alpha 60 das Gebäude Spitalmühlenstraße 13/2, eine ehemalige Wäscherei, als dauerhaftes Domizil zur Verfügung zu stellen. Die Renovierungsarbeiten werden von Seiten der Stadt Schwäbisch Hall mit 470.000 € unterstützt. Am 13. März 2015 stimmt die Mitgliederversammlung des Vereins für den Umzug und die entsprechenden Umbaupläne. Seit August 2015 wird das Gebäude Spitalmühlenstraße 13/2 renoviert und umgebaut.
Am 24. Juni 2017 wird das neue Vereinsheim eröffnet.

## Aktivitäten
Über die verpachtete Gastronomie hinaus finden und fanden regelmäßig weitere Aktivitäten in dem Club statt. Der Barbetrieb bei den Veranstaltungen und die regelmäßige Reinigung des Löwenkellers wird von Ehrenamtlichen übernommen, der zugehörige Dienstplan regelmäßig beplant.

### Konzerte
Von 2007 bis 2010 veranstaltete der Club Alpha 60 das jährlich stattfindende Internationale JazzArtFestival Schwäbisch Hall. Hierbei kooperierte er mit dem Goethe-Institut, dem Konzertkreis Triangel und dem Kulturbüro der Stadt Schwäbisch Hall. Seit Sommer 2010 wird der Part des Club Alpha 60 vom neu gegründeten Jazzclub Schwäbisch Hall übernommen.

### Kino im Schafstall
Bereits 1945 wurde der Schwäbisch Haller Filmverein gegründet. Eine zentrale Figur beim Wiederaufbau der Schwäbisch Haller Bildungs- und Kulturlandschaft nach dem Ende der Nazi-Herrschaft war der spätere Kultusminister (CDU) von Baden-Württemberg, Gerhard Storz. Er beschreibt in seinen Memoiren, wie nicht nur kleine Universitätsstädte wie Tübingen, sondern auch allgemein die im Vergleich zu Stuttgart wenig zerstörten, aber von Flüchtlingen, Evakuierten und ehemaligen Militärs überfüllten Landstädte wie Hall damals einen Schub an Urbanität und kulturellem Interesse erlebten. Storz verwies auf die besondere Rolle des Kinos in Hall, neben Filmen waren auch die Volkshochschule und die Vorträge der neugegründeten Akademie für Lehrerfortbildung dort stark besucht. Mit La Belle et la Bête wurde begonnen, Filme vorzuführen, was sich in einer Vereinsgründung niederschlug. Der Filmbesuch wurde zu mehr als einem Ersatz für das Theater, welches in Stuttgart noch in Trümmern lag bzw. schlecht zu erreichen war. Storz zufolge kam diese Situation und die vielfältigen Anregungen von außen der Atmosphäre von Hall damals schon kräftig zustatten.
Der erste Filmverein löste sich mit dem Kinosterben Ende der 60er Jahre auf. Das Anliegen einer Erneuerung des Ansatzes nahm der Club Alpha erneut auf und trug zu einem kommunalen Kino mit bei. Das Kino im Schafstall wird zu 3/4 vom club alpha 60 e. V. getragen. Am 13. Januar 1972 wurde hier mit Der Zirkus von Charlie Chaplin der erste Film gezeigt. In den 80er-Jahren entwickelte sich zunehmend eine Konkurrenzsituation zwischen dem Kino im Schafstall und dem inzwischen einzigen noch verbliebenen kommerziellen Kinobetreiber in Schwäbisch Hall. 2012 wird die Spielstätte aufwendig saniert und mit neuen Kinosesseln ausgestattet.

### alpha press
Als Nachfolgepublikation zu einem Programmheft wurde im Februar 1970 die Erstausgabe der alpha press veröffentlicht. Nach eigenen Angaben ist alpha press damit „das älteste, regelmäßig erscheinende nichtkommerzielle Alternativblatt.“ Nach einer anfänglichen Konzentration auf internationale Themen wurde ab 1972 der Schwerpunkt auf kommunale Berichterstattung verlagert. In einer empirischen Vergleichsuntersuchung lokaler Alternativpressen kam Nadja Büteführ zu dem Schluss, dass die alpha press dem Idealtypus alternativer Zeitungsproduktion am nächsten kam. Insgesamt erschienen 385 Ausgaben. Mittlerweile arbeiten etliche der früheren Redakteure selbst als freie Mitarbeiter beim Haller Tagblatt, das den Aktivitäten früher eher negativ gegenüberstand.

### Abgeleitete Kooperationen
Aus dem Verein heraus gab es zahlreiche Initiativen und Kooperationen, die mittlerweile zu etablierten Institutionen heranreiften.
- 1969–2011: Theaterring Schwäbisch Hall[39] als Alternative zur Esslinger Landesbühne.[40] Der Theaterring bestand bis 2011.
- 1971: Gründungsmitglied „Aktionsgemeinschaft Kultur- und Jugendzentrum“[41] Daraus gingen später unter kommunaler Verwaltung das Kinder- und Jugendzentrum Heimbacher Hof[42], das Jugendhaus Am Haal, das Kinder- und Jugendhaus Forum, das Schüler*innencafé Klax und das Café Farbrausch[43][44] hervor.
- 1972: Gründung der Deutschen Kommunistischen Partei – Ortsgruppe Schwäbisch Hall in den Räumen des club alpha 60.
- 1972: Gründung des Mietervereins.[45] Heute: Deutscher Mieterbund – Schwäbisch Hall und Umgebung e. V.[46]
- 1973: Nach der Reform des Landkreises Schwäbisch Hall wird ein Schwäbisch Haller Stadtjugendring gegründet. Der club alpha 60 wird in den Beirat gewählt[47] und wirkt seither aktiv mit.
- 1973: Die Pro Familia – Ortsgruppe Schwäbisch Hall wird unter anderem von aktiven Vereinsmitgliedern gegründet.
- 1976: Am 17.01. findet die Gründung der Schalmeienkapelle Schwäbisch Hall statt.[48]
- Ab 1976: Mitarbeit bei Dachverbänden, 1982 Gründungsmitglied bei der Landesarbeitsgemeinschaft der Kulturinitiativen und Soziokulturellen Zentren Baden-Württemberg e. V.[49]
- 1993: Gründungsmitglied des Fördervereins Freies Radio Schwäbisch Hall, der seit 1995 den nichtkommerziellen Hörfunksender Radio StHörfunk betreibt.
- 2010: Der Jazzclub Schwäbisch Hall[50] geht aus dem club alpha 60 hervor.

### Bedeutende Einzelmitglieder
Folgende Personen haben den Verein geprägt, wurden innerhalb der Vereinsstrukturen politisch sozialisiert oder sind aufgrund einer politischen Nähe Vereinsmitglied geworden:
- Käthe Bauer, Vorstandsmitglied, AK Bar, freie Künstlerin.[51]
- Alexander Kleider, Vorstandsmitglied, AK Bar, AK Politbüro, Dokumentarfilmer.
- Sigrun Köhler, Mitglied der Künstler*innengruppe Böller und Brot.
- Hans Kumpf, AK Musikk, Musiker, Jazz-Veranstalter, Konzert-Kritiker, Autor, Fotograf.[52]
- Walter Müller, Gründungsmitglied, erster Vereinsvorsitzender, Gynäkologe, SPD-Landes- und Kommunalpolitiker, Träger des Bundesverdienstkreuzes.
- Dieter Vogt, Mitglied der ersten Stunde, Notar, SPD-Kommunalpolitiker, Träger des Bundesverdienstkreuzes, verstorben 2012.[53]
- Günther Volz, Die Linke, DGB-Kreisvorsitzender Schwäbisch Hall, verstorben 2014.[54][55]
- Jürgen Wagner, Politikwissenschaftler, geschäftsführender Vorstand bei der Informationsstelle Militarisierung Tübingen.
- Jenni Winterhagen, Vorstandsmitglied, AK Bar, AK Politbüro, Migrationsforscherin.[56]